# Гасиштейнский из Лобковиц, Богуслав
Богуслав Гасиштейнский из Лобковиц (чеш. Bohuslav Hasištejnský z Lobkovic; 1461, замок Гасиштейн, современная Чехия — 14 ноября 1510, там же) — один из самых известных латинских поэтов эпохи чешского гуманизма.

## Жизнь
Богуслав принадлежал к старинному чешскому роду Лобковицей, первые упоминания о котором относятся к XIV веку. В начале XV века род приобрёл в своё владение замок Гасиштейн. От него образовала имя та ветвь, к которой принадлежали Богуслав и его старший брат Ян — также путешественник и литератор. Во времена, когда большая часть представителей рода стояла на стороне католиков, Лобковицы значительно умножили своё достояние.
Лобковиц учился в Болонье, получил степень доктора. Поклонник античного искусства, он объездил всю Италию, совершил в 1490—1491 длительное путешествие на острова Родос и Кипр. Побывал также в Палестине и Египте.
Страсбургский гуманист Петр Шотт называл Лобковица «чешским Улиссом». Лобковиц также известен как собиратель старинных книг, рукописей и произведений искусства. Его коллекция, бывшая при жизни собирателя лучшей не только в Чехии, но и во всей Европе, хранится сегодня в т. н. «Святовитской сокровищнице».
Умер Богуслав 14 ноября 1510 года.

## Творчество
Богуслав писал по-латыни, полагая чешский языком варварским. Его эпиграммы остроумны, сатиры резки и полны живого общественного интереса, например, «Жалобы св. Вацлава на нравы чехов» (1489). Среди эпиграмм Богуслава особый интерес представляют две — на папу Александра VI (1492—1503) и на папу Юлия II (1503—1513). О папе-испанце, поколебавшем престол святого Петра своими пороками, чешский гуманист (принадлежавший к католической церкви) писал:

Всем сердцем любившего побоища и резню Александра, пастыря великого Рима, поглотила наконец гробовая урна к великой радости всех народов. О владыки ада, о владыки неба… воспретите доступ к вам этой душе. Если он придет в адское царство, то возмутит порядки преисподней, если внедрится на небо — будет домогаться звездного полюса.
 Не менее резки стихи Лобковица о Юлии II, воевавшем с христианскими государствами, вечно меняя союзников и врагов.
Лобковицу приписывают пророческие способности. Так, он предрёк трагическую участь наследника венгеро-чешского престола. Когда в 1506 году у слабого и бездеятельного государя родился сын — будущий король Лайош II — Богуслав Лобковиц написал эпиграмму:

Отпрыск славных отцов, о наследник престола счастливый,

Трон ожидает тебя, власть, и богатство, и честь.

Отпрыск гордых отцов — я предвижу — тебе угрожает

Яд, изменников лесть, вражеский меч и кинжал.

Действительно, при малолетнем короле Лайоше своеволие магнатов подготовило гибель венгерского государства. Зверская расправа феодалов во главе с будущим вассалом турок Яношем Запояи с Дьёрдем Дожей и другими вождями крестьянского восстания 1514 года окончательно подорвала силы страны.
В лирических стихах Лобковица нередко звучат мотивы скорби и разочарования, впрочем никогда не расплывающиеся в бессильные жалобы. Поэт любит строгую форму, он стремился к предельной простоте и ясности, как, например, в эпитафии Полициано или в «Надписи на камне», где слышится отзвук античности. В поэзии Лобковица поют волны морей, журчат воды источников и целебных ключей. Вот строки из известного стихотворения «Термы Карла IV» (Карловы Вары):

Влаги твоей теплота откуда исходит, скажи мне?

Мнится, что это огонь в сицилийской бушующей Этне…

Прекрасное в душе Лобковица сплетается с полезным. Он заканчивает гекзаметры о целебном потоке такими стихами:

…Излечи все болезни,

Чтобы в родные края вернулся веселым и бодрым

Каждый, в воды твои погрузивший усталое тело.

Проза Лобковица отличается изящным стилем гуманистов.
Как учёный муж, Лобковиц полагал, что науки должны цениться лишь в том случае, если они служат общественной пользе.
Как ревностный католик, Лобковиц нападал в своих сочинениях на гуситов. Прозаические сочинения Лобковица изданы в 1563 году.
Существовавшая на протяжении всего XVI века в Чехии латинская поэзия никогда не достигала высот Богуслава Лобковица.

## Труды
- Satira k sv. Václavu — rozebírá vady svých současníků.
- Žaloba k sv. Václavu na mravy Čechů — vytýká šlechtě její způsob života
- De situ Pragae et incolentium moribus — O položení Prahy a mravech jejích obyvatel
- List Petrovi z Rožmberka
- De miseria humana — O lidské bídě, básně
- De avaritia — O lakomství, básně
- Traktát o lidské ubohosti — Rozebírá negativní vlastnosti lidí.